# DAT TV
DAT Televisión (abreviado también como DAT TV) fue un canal de televisión televisión abierta venezolano que tiene sede en Valencia. Fue fundado el 13 de julio de 1999 por el empresario Osman Delgado; con una cobertura de los Estados Carabobo, Aragua, Cojedes y Guárico.

## Historia

### Inicio
Comenzó sus actividades como una productora de televisión bajo la denominación de «Producciones DAT Televisión» como programadora de Niños Cantones Televisión. 
En abril de 1999 surge una alianza entre la programadora Producciones DAT y los canales de televisión Marte TV y OmniVision (el primer canal de televisión por cable en Venezuela).
Ambas empresas formarían la sociedad ente Marte Televisión del Centro, canal de televisión local carabobeño que operaba en horarios fraccionados.
La compra de la estación obligó vender las acciones del Grupo Imagen (Marte TV por el fracaso de la señal de OmniVision) para crear un nuevo canal de televisión nacional.
Esta alianza duró poco tiempo y dio paso a la formación de DAT Televisión, canal por cable que emitía su señal a través de la cable operadora Net-Uno para los estados centrales y occidentales a partir de 2000.
A finales de 2002, DAT Televisión amplió su cobertura hasta la empresa Intercable, duplicando su alcance regional y aumentando los ingresos comerciales que macaría a un mercado en la televisión regional. En 2003, DAT Televisión lleva su señales para los estados llaneros e insulares gracias al sistema de televisión por cable y logró su acogía en estas zonas del país. 
En el año 2005, DATV fue uno de los primeros canales venezolanos en probar el sistema de televisión analógica terrestre, cubriendo una zona amplia para Estados llaneros y centrales del país. 
A mediados de 2006, el canal ensambla su propia Unidad Móvil de Televisión para la realización de eventos deportivos, servicios informativos, transmisiones de conciertos y una programación más generalista con talento juvenil.
Con el cierre de RCTV en 2007, DAT se llegó a un acuerdo para retransmitir varias telenovelas del canal. 
En 2008, la emisora se mudó sus instalaciones de operaciones de Naguanagua con un nuevo centro de estudio y producción en Valencia, además se abrió una nueva oficina de información en Caracas.
Durante el año 2009 y 2011, DATV fue el primer canal en transmitir su programación mediante el sistema de superestación, logrando su señal por distintas compañías de cable.

### Cierre del canal
Sin embargo, el canal empezó a sufrir problemas económicos causados por la Crisis económica desde la llegada del presidente Nicolás Maduro, sumando a la cancelación de varios programas propios y fueron ocupados por la programación enlatada, infomerciales y producción independiente. 
A mediados del 2018, el canal fue intervenido por el gobierno venezolano, debido a que el empresario estuvo implicado en el Intento de Magnicidio contra el presidente Nicolás Maduro. Dos días después, la Fiscalía ordenó el allanamiento de la sede del canal, debido a que el empresario no se encuentra en el país. 
Este allanamiento ordenó el despido de varios empleados y el canal pasó ser controlado por la gobernación del Estado Carabobo, de manera temporal, hasta obtener un nuevo propietario. 
En julio del 2019, se confirmó que un familiar del gobernador del Estado Carabobo, Rafael Lacava, estaría interesado en comprar el control del canal, aunque sería relanzado con otra marca. Sin embargo, estos rumores fueron desmentidos.

## Programas
- Nuestra Casa: Programa de Manualidades (lunes a viernes).
- CRN Centro Regional de Noticias: Informativo en 2 emisiones, meridiana y estelar (lunes a viernes) .
- Dígalo Usted: programa de Opinión e Información con llamadas en vivo de los televidentes.
- Punto de Encuentro: un programa sobre la actualidad política.
- El Mundo en 60 Minutos programa de una hora con reportajes y documentales de la Televisión mundial.
- Tus Mañanas : magazine matutino.
- Gusto y sazón: programa de cocina.
- SLP: revista musical.
- Cita venezolana: programa de música Venezolana.
- Acción y Deporte: programa Deportivo.
- En Boga VIP: programa de arte y espectáculos, entrevistas.
- Periodismo al Día programa de opinión (entrevistas).

## Administración
- Gerente de Producción: Sonia Ortuño.
- Jefe de Información y Opinión: Héctor Henríquez.
- Jefe de Operaciones: Gabriel Colmenares.

## Controversias
Los periodistas de DAT TV han sufrido constantes agresiones en diferentes eventos. En 2013 dos periodistas fueron golpeados y atacados por funcionarios de la Guardia Nacional Bolivariana, mientras que en noviembre del mismo año fue detenido por la GNB el periodista Luis Guillermo Carvajal, al intentar cubrir la llegada de Miguel Cocchiola al aeropuerto de Valencia.
En 2014, un periodista de DAT y del Diario El Carabobeño, fueron conminados por un general de la GNB dado que únicamente se querían a medios oficiales en el acto. En julio del mismo año, una periodista fue despedida posterior a realizar un reclamo por no permitírsele una entrevista a la exdiputada María Corina Machado, de tal manera que fue anunciada su sustitución de la plantilla de moderadores de la televisora.
Durante los últimos años, DAT Televisión ha sido un referente en información en el centro del país, sus espacios de información y opinión generan credibilidad ya que están orientados a la comunidad, sus problemas y el acercamiento a los entes gubernamentales para la búsqueda de soluciones. El departamento de Información y Opinión el cual a través de los años ha sido dirigido por los periodistas Yatzú López, Adriana Henríquez, Héctor Henríquez, Ángela Ochoa y Alondra Arias, ha sabido mantener el equilibrio y la seriedad en la información, ganándose el respeto de la ciudadanía.
En 2018, el hijo del fundador de DAT TV es imputado como autor intelectual del atentado del 4 de agosto de 2018 contra el presidente Maduro. Osman Delgado Tabosky vive en Miami, Estados Unidos, y es apuntado también como financiador del atentado de magnicídio frustrado.

## Enláces externos
- Señal en vivo.

- Datos: Q5797041